# Station Cirebon

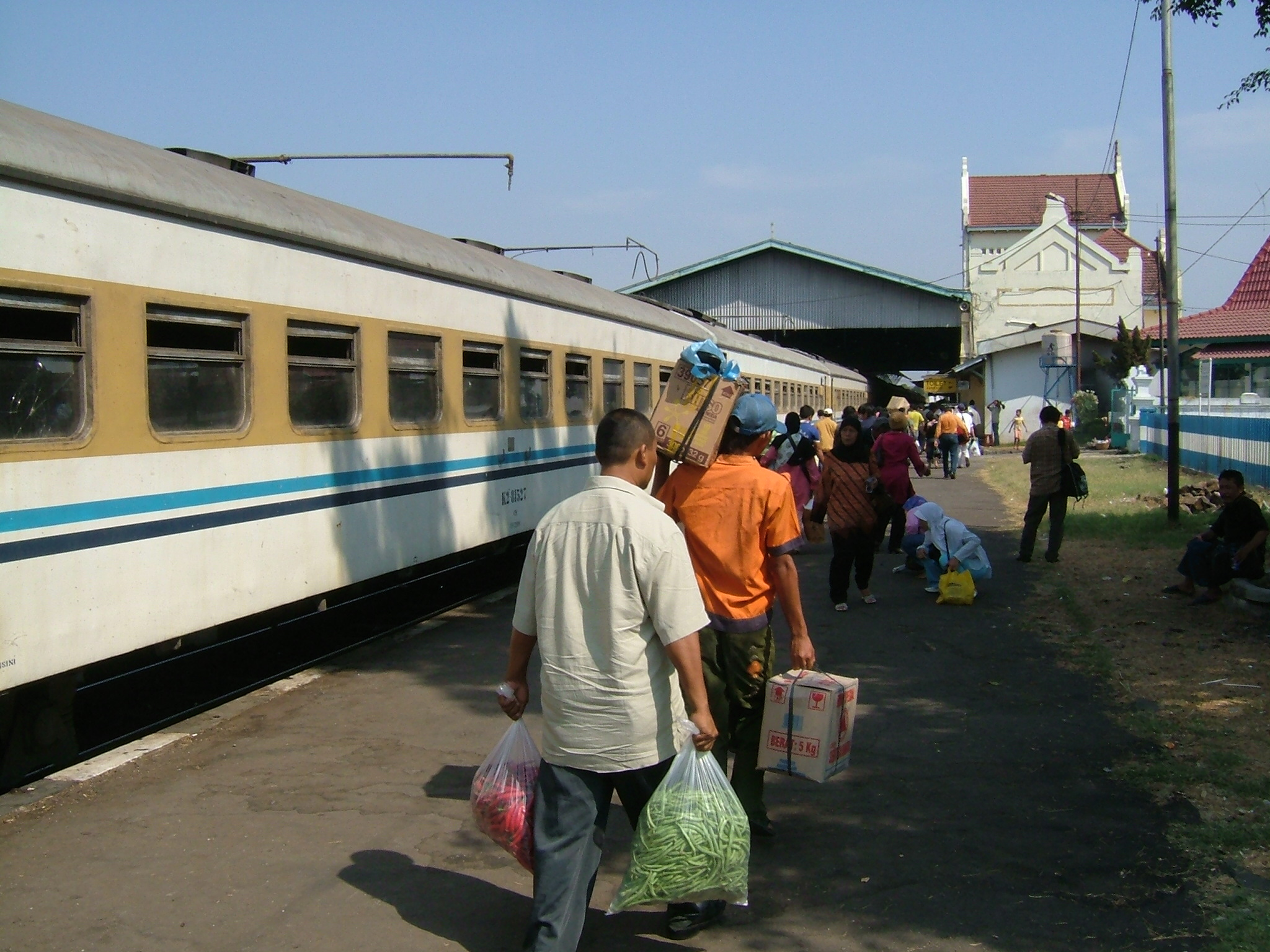
Passagiers op Station Cirebon (2006).

Station Cirebon (ook Station Kejaksan) is een van de grootste spoorwegstations in Cirebon in West-Java, Indonesië. 

## Bestemmingen
- Argo Jati to Gambir
- Bangunkarta naar Station Pasar Senen en Station Jombang
- Bengawan naar Station Tanah Abang en Station Solo Jebres
- Bima naar Station Surabaya Gubeng
- Cirebon Ekspress naar Station Gambir
- Fajar Utama Semarang naar Station Pasar Senen en Station Semarang Tawang
- Fajar Utama Yogya naar Station Pasar Senen en Station Yogyakarta
- Gaya Baru Malam Selatan naar Station Jakarta Kota en Station Surabaya Kota
- Gumarang naar Station Surabaya Pasar Turi
- Harina naar Station Bandung en Station Semarang Tawang
- Kutojaya Utara naar Station Tanah Abang en Station Kutuarjo
- Progo naar Station Pasar Senen en Station Lempuyangan
- Sawunggalih Utama naar Station Pasar Senen en Station Kutoarjo
- Senja Kediri naar Station Pasar Senen en Station Kediri
- Senja Utama Semarang naar Station Pasar Senen en Station Semarang Tawang
- Senja Utama Solo naar Station Pasar Senen en Station Solo Balapan
- Senja Utama Yogya naar Station Pasar Senen en Station Yogyakarta
- Taksaka naar Station Yogyakarta